# مجتبى السالم
مجتبى السالم مواليد 15 يونيو 1994، هو لاعب كرة يد سعودي يلعب كظهير وسط. مثل نادي النور السعودي ومنتخب السعودية لكرة اليد.

## سجل المنافسة
شارك في البطولات التالية:
- بطولة العالم لكرة اليد للرجال 2015
- بطولة العالم لكرة اليد للرجال 2017